# Château de Saint-Jean-d'Angle
Le château de Saint-Jean-d'Angle à Saint-Jean-d'Angle en Charente-Maritime est un château fort construit sur le modèle dit du shell keep. Il est classé monument historique et a reçu le Grand Prix des Vieilles maisons françaises et le Prix Europa Nostra pour la qualité de sa restauration. Il tient son nom de la commune de Saint-Jean-d'Angle où il se situe.

## Localisation
Le château est situé à 250 m à l'ouest du bourg de Saint-Jean-d'Angle, dans le département français de Charente-Maritime. Il avait pour fonction de protéger les marais salants dont l'intérêt économique était primordial.

## Historique
Le fief de Saint-Jean-d'Angle est cité dans les premières années du XIIe siècle, avec Foucher de Saint-Jean-d'Angle. Le 15 janvier 1310 apparaît Johan Rémont, chevalier, dont l'hébergement - le premier logis noble de Saint-Jean-d'Angle - sera acquis par Raymond de Lobet. En 1406, le domaine est apporté en dot par Yolande Bouchard à son époux Charles de Saint-Gelais ; il demeurera dans cette famille durant six générations. Au XVIIe siècle, Charlotte de Saint-Gelais-Lusignan (les Saint-Gelais prétendaient descendre de Josselin de Lusignan qui prit le nom de Saint-Gelais au XIIe siècle) apportera le château à son époux Guy-Philippe de Salins de La Fin : elle fera réparer et agrandir le logis et les bâtiments en 1624, comme l'indique une inscription gravée sur une bretèche-latrine, près de ses armoiries placée sous une sirène (Mélusine) : « LANMDCXXIIII CHARLOTTE DE St. GELAIS DE LUSIGNAN A REFAIT FAIRE CECI ». À sa mort, le 4 avril 1652, le domaine passera entre les mains de coseigneurs, dont Jacques Dupuy de Tournon († 1715). Sa fille Louise de Pontevès vendra le château, le 24 août 1729, pour 56 000 livres à Pierre de Verthamon. Jean-Baptiste de Verthamon le cèdera à son tour, pour la somme de 127 000 livres, au cartographe du roi Jean-Jacques Isle de Ballode (1747-1803), dernier seigneur de Saint-Jean-d'Angle, qui achète à cette occasion la ville de Saint-Symphorien. Le château reviendra à son neveu Louis-Henry Isle de Beaucheine (1777-1870), seigneur de Malvillars, époux de Marie-Pauline Aubert de Boumois, qui le cédera pour 30 000 francs avec les terres environnantes (48 hectares), le 8 janvier 1818, à Pierre Beau († 1848).
Le domaine passa ensuite aux familles Herbout, de Lestrange, Latreuille, Fougère, Lacour qui le cèdera à Alain Rousselot ; celui-ci entreprit une sérieuse restauration des bâtiments. Le château est classé aux monuments historiques depuis le 21 mars 1994.

Le château.
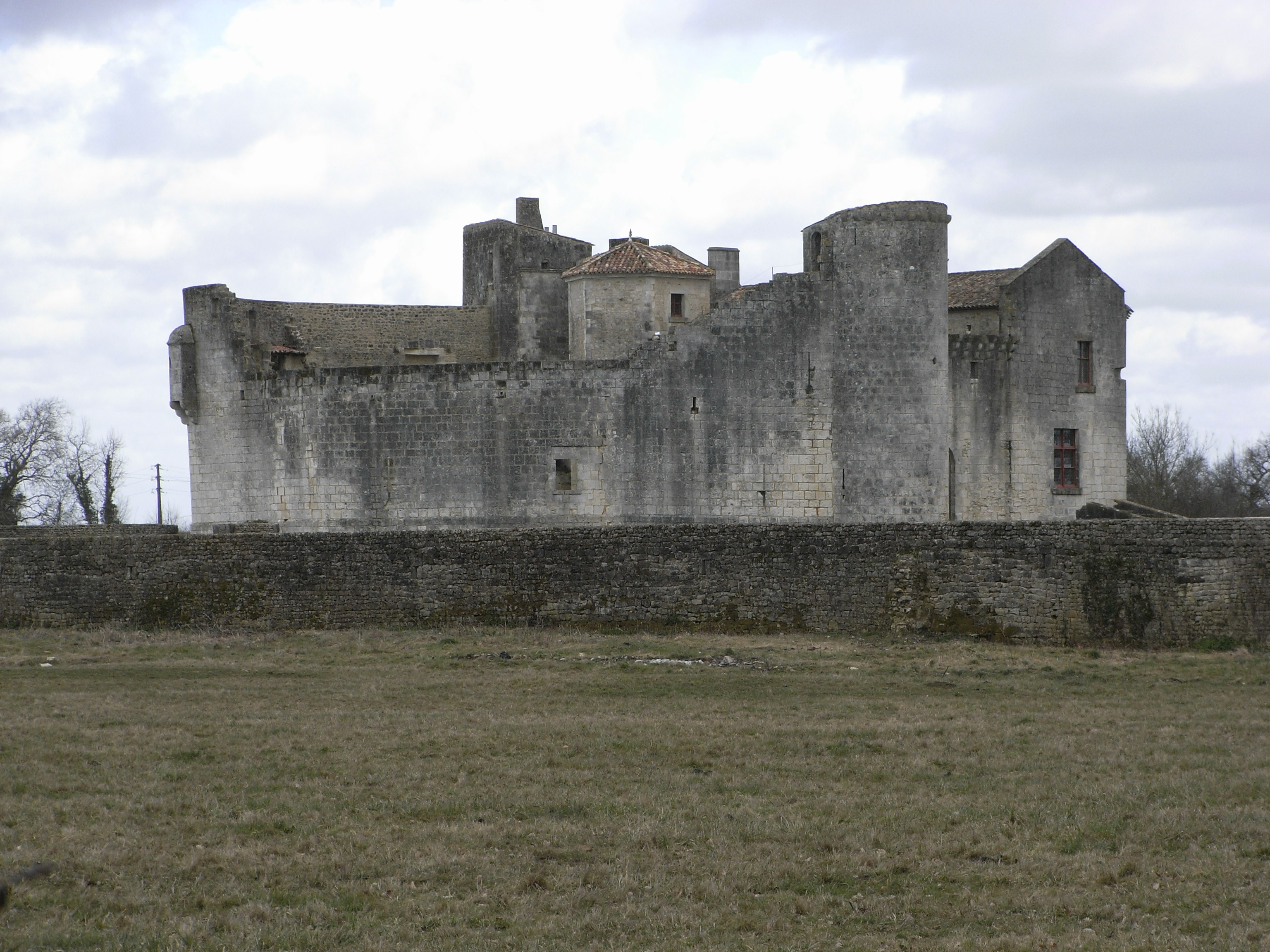
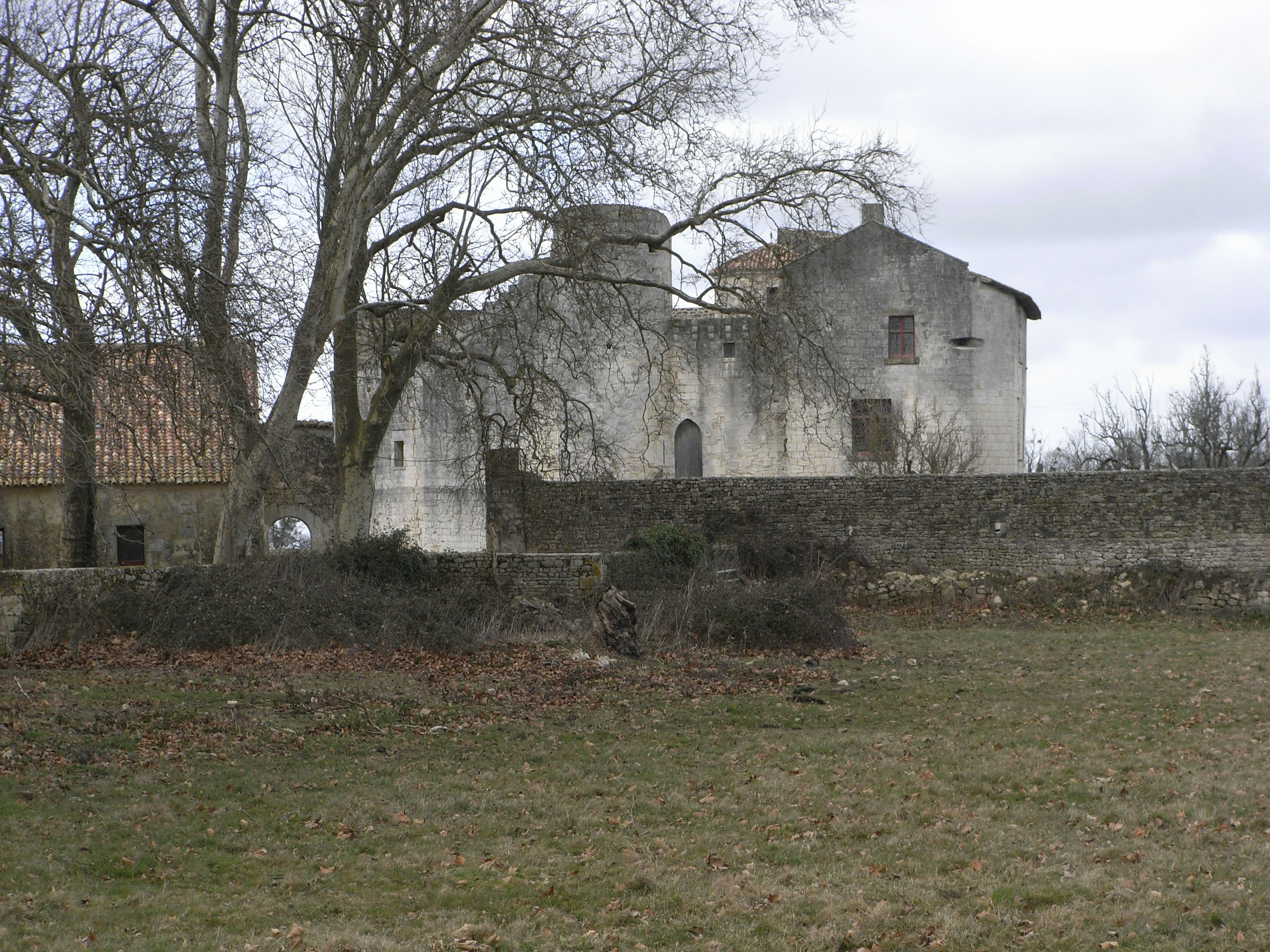
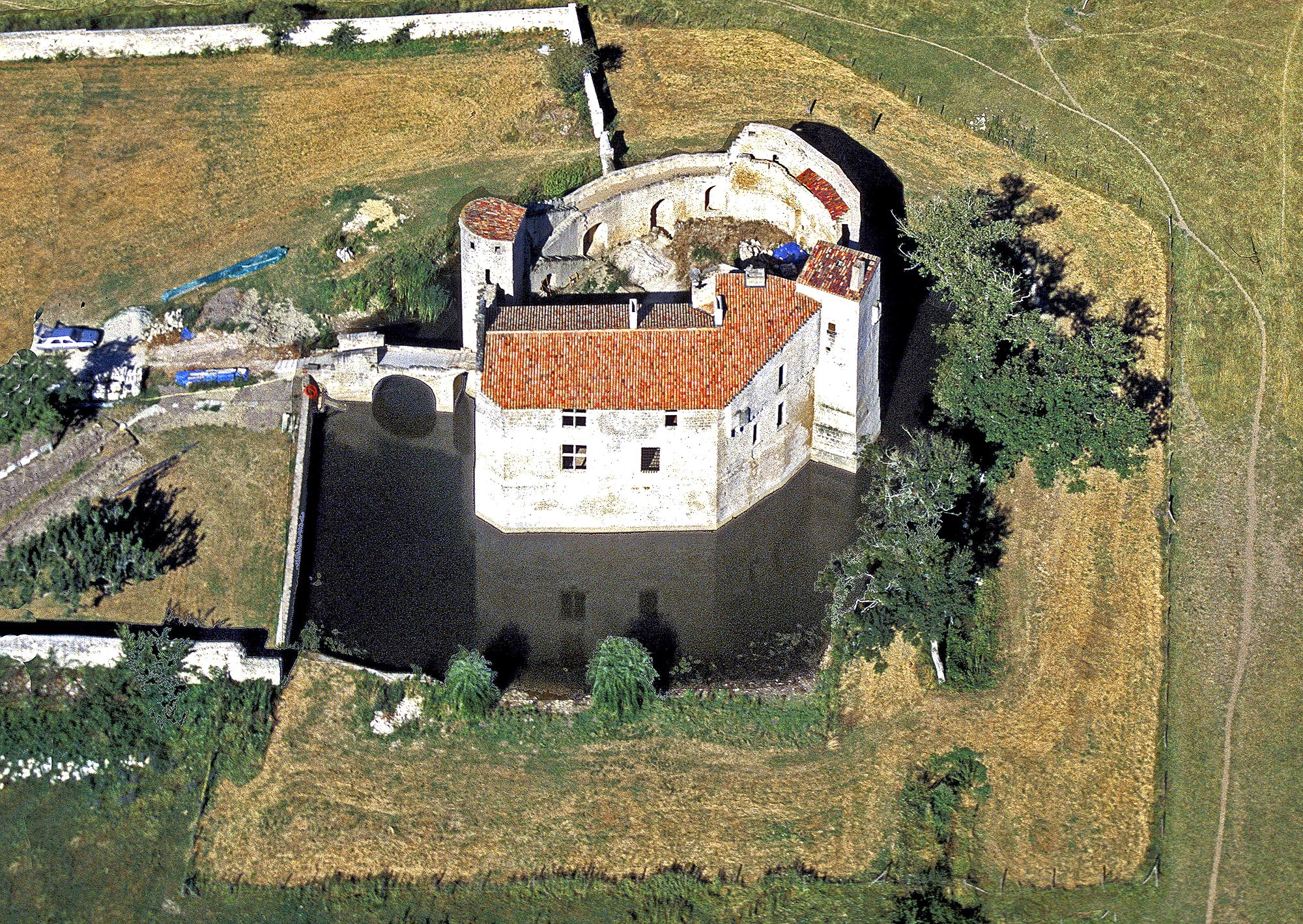